# Tassette

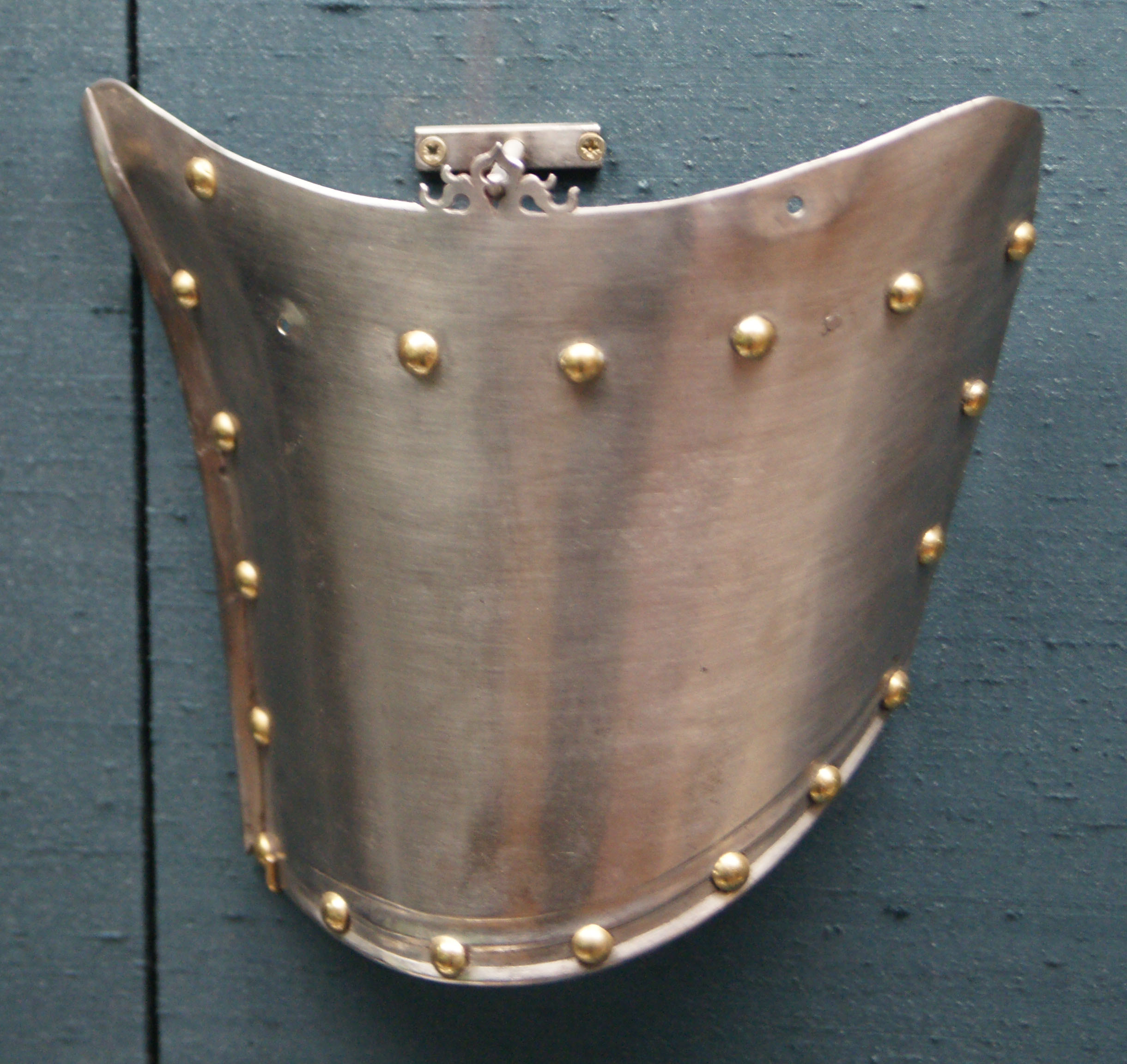
Tassette d'une armure allemande de 1495.

La tassette est une pièce d'armure forgée destinée à protéger la cuisse.

## Description
Apparue à la fin du XIVe siècle, la tassette est une plaque de forme triangulaire ou trapézoïdale dont le but était de pallier le défaut de l'armure au niveau de l'aine, sans affecter la mobilité du chevalier. Elle est fixée à la tonne (protégeant les hanches et le haut des cuisses) quand celle-ci est courte, ou bien directement au plastron au moyen de liens de cuir. Elle est utilisée surtout dans les armures prévues pour un usage de cavalier.
Les tassettes sont les doublures mobiles des cuissots, qui avaient surtout pour effet d'empêcher le fer de lance ou la pointe de l'épée de passer sous la dernière lame de la braconnière (protection du ventre et du haut des cuisses). Elles préservaient aussi les cuisses du choc des masses et haches d'armes. On les maintenait à l'aide de courroie au lieu de rivets pour ne pas nuire aux mouvements. En réunissant deux tassettes frontales et deux latérales, on formait une sorte de jupette de plates.
On retrouve la tassette dans le costume masculin et féminin (notamment sur le bas d'un corps piqué ou d'un pourpoint) à partir du XVIe siècle sous la forme de pans ou de basques facilitant la mobilité et rendant moins rigide le costume au niveau du bassin.